# Principe Masanari
Principe Masanari (雅成親王 Masanari-shinnō; 20 ottobre 1200 – 19 marzo 1255) è stato un poeta giapponese waka del primo periodo Kamakura.
È considerato uno dei trentasei nuovi immortali della poesia (新三十六歌仙 Shin Sanjūrokkasen).

## Biografia
Suo padre era l'imperatore Go-Toba, sua madre era la damigella d'onore Fujiwara no Shigeko (Shumeimon-in), in seguito fu adottato dalla principessa Sen'yōmon-in, figlia dell'imperatore Go-Shirakawa. I suoi fratelli erano l'imperatore Juntoku, l'imperatore Tsuchimikado e il principe Dōjonyudō; sua moglie era la figlia di Koga Michiteru ed ebbe come figlio il principe e monaco buddista Chōkaku Hosshinnō. Ha ricevuto il titolo di Rokujō-no-Miya.
Nel 1204 gli fu conferito il titolo di Principe Imperiale, nel 1212 ricevette la cerimonia del Genpuku (celebrazione per il raggiungimento della maggiore età) e nel 1213 si sposò. Dopo l'assassinio dello shogun Minamoto no Sanetomo nel 1219, lo shogunato Kamakura (il Kamakura bakufu, governo feudale giapponese guidato da uno shogun) fece richiesta di invitare il Principe Imperiale come prossimo shōgun ma l'imperatore Go-Toba chiese il ripristino del potere imperiale e decise di sconfiggere il bakufu di Kamakura. Il principe Masanari appoggiò il padre durante la guerra Jōkyū nel 1221, quando le forze imperiali e quelle dello shogunato si scontrarono, ma la vittoria di quest'ultimo portò all'esilio del principe nella provincia di Tajima (nell'attuale città di Toyooka, nella prefettura di Hyōgo). Successivamente, nel 1226, divenne monaco buddista. Dopo la morte del padre nel 1239, lo shogunato lo condonò e successivamente ottenne la libertà, intorno al 1244 sia lui che la madre biologica risiedevano nella capitale, Kyoto. 
Nel 1246, l'influente personaggio della corte imperiale dell'epoca, Kujō Michiie, che era il più grande sostenitore di Shumeimon-in, si legò a suo figlio, lo shogun Kujō Yoritsune, intendeva nominare come prossimo imperatore il principe Masanari licenziando il reggente Hōjō Tokiyori. Tokiyori licenziò Kujō e i figli prima della loro azione e rimandò il principe imperiale Masanari a Takaya nella provincia di Tajima. Sarebbe morto di malattia e vi fu sepolto 11 anni dopo.

## Poesia
Come poeta waka, scrisse una raccolta personale di poesie, il Masanari-shinnō-shū (雅成親王集). Alcune delle sue poesie furono incluse nell'antologia imperiale Shokugosen Wakashū, in totale circa 33 sue poesie furono incluse nelle varie antologie imperiali.